# Mali Banovac
Mali Banovac je naselje u Republici Hrvatskoj u Požeško-slavonskoj županiji, u sastavu grada Pakraca.

## Zemljopis
Mali Banovac se nalaze zapadno od Pakraca, susjedna naselja su Toranj na zapadu, Stari Majur i Batinjani na istoku, Veliki Banovac i Gornja Obrijež na sjeveru te Kukunjevac na jugu.

## Stanovništvo
Prema popisu stanovništva iz 2011. godine Mali Banovac je imao 13 stanovnika.
| broj stanovnika |       |       |       |       |       |       |       | 99    | 91    | 90    | 64    | 100   | 39    | 31    | 22    | 13    | 17    |
|                 | 1857. | 1869. | 1880. | 1890. | 1900. | 1910. | 1921. | 1931. | 1948. | 1953. | 1961. | 1971. | 1981. | 1991. | 2001. | 2011. | 2021. |